# (37450) 4257 P-L
4257 P-L (asteroide 37450) é um asteroide da cintura principal. Possui uma excentricidade de 0.13634270 e uma inclinação de 5.84114º.
Este asteroide foi descoberto no dia 24 de setembro de 1960 por Cornelis Johannes van Houten e Ingrid van Houten-Groeneveld e Tom Gehrels em Palomar.